# Кайта (заказник)
Кайта — государственный природный комплексный заказник регионального значения на территории Кандалакшского и Ковдорского районов Мурманской области. Входит в состав территории Зелёного пояса Фенноскандии.
Заказник создан с целью сохранения ценных природных комплексов, не подвергшихся антропогенной деградации, в бассейнах рек Канда, Ёна, Ватсиманйоки для сохранения биоразнообразия и обеспечения экологической стабильности на значительной территории.

## Описание
Территория заказника площадью 144,3 тыс. га располагается на юго-западе Мурманской области (Кандалакшский и Ковдорский районы) и состоит из трех участков. С северо-востока к ней примыкает озеро Имандра, с юго-востока — Княжегубское водохранилище. Восточная граница заказника находится в непосредственной близости от Кандалакшского залива Белого моря, западная — в 50 км от линии государственной границы России с Финляндией. К северу от заказника расположена территория Лапландского заповедника, а к востоку — беломорская часть Кандалакшского заповедника.
В геологическом отношении заказник, как и вся Мурманская область, относится к северо-восточной части Фенноскандинавского (Балтийского) кристаллического щита. В его строении принимают участие архейские и протерозойские породы, представленные гранитами, гранито-гнейсами, гнейсами (слюдяные, амфиболовые, биотитовые) и мигматитами по ним, гранулитами, амфиболитами, сланцами и другие.
Рельеф на основной части заказника — грядово-холмистый, местами — низкогорный. В целом район является крайним северовосточным отрогом возвышенности Маанселькя. Горы (Кайта, Келесуайв, Суройва, Крутая, Мохнатые Рога, Седловатая, Гремяха, Ближняя, Водяная, Каменистая и другие) имеют плоские вершины и абсолютные отметки до 650 м. Для вершин и крутых склонов гор характерны выходы коренных пород, остальная территория перекрыта толщей четвертичных отложений.
По климатическому районированию территория заказника относится к атлантико-арктической области умеренного климатического пояса. Заказник располагается в материковой части Кольского полуострова, поэтому климат здесь более суровый, чем на побережье Кандалакшского залива Белого моря. Максимальные температуры зимой достигают −45 °С, летом — +30 °С. Среднегодовая температура воздуха — 0,4 °С, относительная влажность воздуха — 80 %.
Гидрографическая сеть заказника хорошо развита. Основная территория дренируется бассейном реки Канды (реки Канда, Рябина, Лобка и другие). В западной его части проходит река Ватсиманйоки, на севере — река Касси, на северо-востоке — река Кюме. Имеются озера (Сабер, Вудозеро, Ташечное и другие). Территория заказника в силу высокой расчлененности рельефа богата выходами ключевых вод, родниками.

### Флора
По геоботаническому районированию территория заказника относится к подзоне северной тайги (полоса крайне-северной тайги) и входит в состав Кандалакшского геоботанического округа Кольско-Карельской подпровинции Северо-Европейской провинции Евразиатской таёжной области. В заказнике имеются равнинные и горные территории. На равнинах широко представлены редкостойные сосновые и елово-сосновые лишайниковые и зеленомошно-лишайниковые леса. Обычны смешанные древостои — сосново-березовые и березово-сосновые с примесью ели. Еловые леса встречаются реже, они часто приурочены к склонам возвышенностей. Невысокие горы характеризуются высотной поясностью. Выше 300 м над ур. м. редкостойные леса сменяются кустарничково-травяно-лишайниковым березовым криволесьем, затем — кустарничково-лишайниковыми горными тундрами. Заболоченность территории небольшая, но болота заказника отличаются разнообразием и находятся в естественном состоянии.
В заказнике «Кайта» выявлено 288 аборигенных и 56 адвентивных видов сосудистых растений. На территории заказника широко распространены разновозрастные северотаежные леса, а также березовые криволесья, лишайниково-ерниковые, кустарничково-лишайниковые и лишайниковые горные тундры на небольших возвышенностях и выходах коренных пород. Особую ботаническую ценность представляет скальная и пойменная растительность. На скальных обнажениях и стенках речных каньонов выявлены редкие и типичные горные виды: Asplenium viride, Cystopteris dickieana, Potentilla сhamissonis, Veronica alpina, Woodsia  alpina, Woodsia  glabella и другие. В хвойных лесах часто встречаются выходы ключевых и напорных вод с характерной флорой (Adoxa moschatellina, Epilobium davuricum, Urtica sondenii). В приречных лесах на крутых склонах обнаружен Diplazium sibiricum.
Бриофлора заказника «Кайта» насчитывает 140 видов мхов, относящиеся к 72 родам из 36 семейств. Это составляет 30 % от выявленной флоры мхов Мурманской обл., для которой в настоящее время известно 470 видов. Половина выявленных видов мхов довольно часто встречается по всей области. Из редких в заказнике обнаружено 9 видов (Orthotrichum speciosum, Leucodon sciuroides, Philonotis caespitosa, Schistidium apocarpum, Sphagnum annulatum, Sphagnum contortum, Sphagnum inundatum, Sphagnum platyphyllum, Splachnum rubrum), в том числе один (Orthotrichum speciosum) занесен в Красную книгу Мурманской области с категорией «бионадзор».
В заказнике «Кайта» выявлено 172 вида и подвида лишайников и калициоидных грибов из 72 родов, из которых в Красную книгу Мурманской области (издание 2014 года) включены 7 видов с категорией статуса редкости (Bryoria fremontii, Lobaria pulmonaria, Chaenotheca brachypoda, Chaenotheca gracillima, Chaenotheca subroscida, Evernia divaricata, Ramalina thrausta) и нуждающийся в мониторинге вид Sclerophora coniophaea; два вида (Bryoria fremontii и Lobaria pulmonaria) внесены в Красную книгу России (издание 2008 года).